# ОШ „Љуба Нешић” Зајечар
43° 54′ 10″ С; 22° 16′ 33″ И / 43.90270° С; 22.27574° И
ОШ „Љуба Нешић” у Зајечару је једна од установа основног образовања на територији града Зајечара. Са радом је почела 1951. године, а смештена је у згради некадашње Гимназије из 1892. године која представља непокретно културно добро као споменик културе.
Школа је основана одлуком Народног одбора Општине Зајечар, а проистекла је из 170 година старог основног школства града Зајечара, које је започето далеке 1830. године када је основана прва основна школа у Зaјечару.
Захваљујући донацијама Норвешке владе у школи је извршена потпуна реконструкција расположивог простора, тако да су ученици од школске 2007/08. године почели боравити у потпуно уређеном простору.
Школа носи назив по народном хероју Југославије Љубомиру Нешићу, коју је био учесник Народноослободилачке борбе.